# Редмонд Джерард
Редмонд «Ред» Джерард (англ. Redmond Gerard) — американський сноубордист, що спеціалізується на слоупстайлі та біг-ейрі, олімпійський чемпіон.
Золоту олімпійську медаль та звання олімпійського чемпіона Джерард здобув у слоупстайлі на Олімпіаді 2018, що проходила в корейському Пхьончхані. Він став першим олімпійським чемпіоном, що народився після 2000 року.

## Виноски
1. 1 2 3 4  https://www.olympic.org/pyeongchang-2018/results/en/snowboard/athlete-profile-n3026545-redmond-gerard.htm
2. 1 2 3 4  https://www.teamusa.org/us-ski-and-snowboard/athletes/Red-Gerard
3. ↑  https://usskiandsnowboard.org/athletes/red-gerard